# Rudolph Lewis

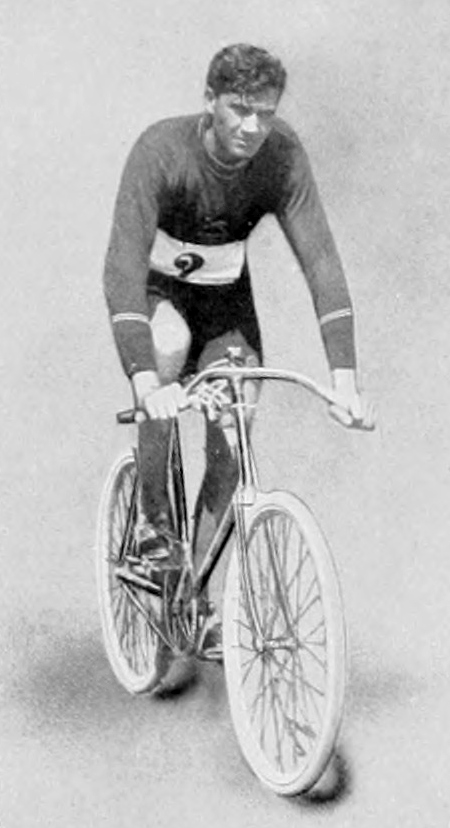
Rudolph Lewis in 1912.

Rudolph Ludewyk "Okey" Lewis (District Waterberg (Zuid-Afrika), 12 juli 1887 – Pretoria, 29 oktober 1933) was een Zuid-Afrikaans wielrenner.
In 1912 nam Lewis deel aan de Olympische Zomerspelen in het Zweedse Stockholm. Daar won hij goud bij de Olympische wegrit. Lewis deed bijna 11 uur over de 320 kilometer lange wedstrijd tegen de klok, ongeveer 10 minuten sneller dan de nummer 2, de Brit Frederick Grubb.
Lewis overleed op 46-jarige leeftijd.
1896: Aristidis Konstantinidis · 
1912: Rudolph Lewis · 
1920: Harry Stenqvist · 
1924: Armand Blanchonnet · 
1928: Henry Hansen · 
1932: Attilio Pavesi · 
1936: Robert Charpentier · 
1948: José Beyaert · 
1952: André Noyelle · 
1956: Ercole Baldini · 
1960: Viktor Kapitonov · 
1964: Mario Zanin · 
1968: Pierfranco Vianelli · 
1972: Hennie Kuiper · 
1976: Bernt Johansson · 
1980: Sergej Soechoroetsjenkov · 
1984: Alexi Grewal · 
1988: Olaf Ludwig · 
1992: Fabio Casartelli · 
1996: Pascal Richard · 
2000: Jan Ullrich · 
2004: Paolo Bettini · 
2008: Samuel Sánchez · 
2012: Aleksandr Vinokoerov · 
2016: Greg Van Avermaet ·
2020: Richard Carapaz ·
2024: Remco Evenepoel